# Johann Euler
Johann Albrecht Euler (27 de noviembre de 1734 - 17 de septiembre de 1800) fue un matemático y astrónomo suizo-ruso, también conocido como Johann Albert Euler o John-Albert Euler. Era hijo del célebre matemático suizo Leonhard Euler (1707–1783). 

## Vida y obra
Leonhard Euler había emigrado por primera vez a San Petersburgo el 17 de mayo de 1727, donde conoció a Katharina Gsell (1707–1773), hija del pintor barroco suizo Georg Gsell (1673–1740) e hijastra de la pintora Dorothea Maria Graff (hija a su vez de la ilustradora científica Maria Sibylla Merian (1647–1717)). Los Gsell habían emigrado a Rusia en 1716. Katharina y Leonhard Euler se casaron el 7 de enero de 1734; Johann Albert, nacido en noviembre de ese mismo año, era el mayor de 13 hermanos (de los que solamente cinco sobrevivieron a la niñez). 
En 1754 fue nombrado miembro de la Academia de Berlín. En 1758, desempeñó brevemente el cargo de director del Instituto de Cálculo Astronómico (Astronomical Calculation Institute "ARI") en la Universidad de Heidelberg.
Una vez de vuelta en San Petersburgo en 1765, Euler fue nombrado catedrático de física en la Academia de San Petersburgo, ciudad en la que vivía compartiendo la casa de su padre (su familia ocupaba la planta baja). Ganó un total de siete premios académicos internacionales.
En 1771, Euler fue elegido miembro extranjero de la Real Academia Sueca de las Ciencias.
En 1789, su última hija se casó con James Bernoulli "el joven" (1759–1789), quien murió dos meses después de la boda.
Johann falleció en San Petersburgo en 1800, a los 65 años de edad.

## Publicaciones
- «Disquisitio de causa physica electricitatis». Dissertationes selectae Jo. Alberti Euleri, Paulli Frisii et Laurentii Beraud (en latín). San Petersburgo y Lucca: Vincentium Junctinium. 1757.